# 伊本·弗纳斯环形山
伊本·弗纳斯环形山（Ibn Firnas）是月球背面赤道区一座古老的大撞击坑，约形成于45.5-39.2亿年前的前酒海纪，其名称取自九世纪安达卢西亚博学者、诗人，曾发明模拟恒星与行星运行链环的阿巴斯·伊本·菲尔纳斯（Abbas ibn Firnas，公元810年-887年），1976年被国际天文学联合会批准接受。

## 描述

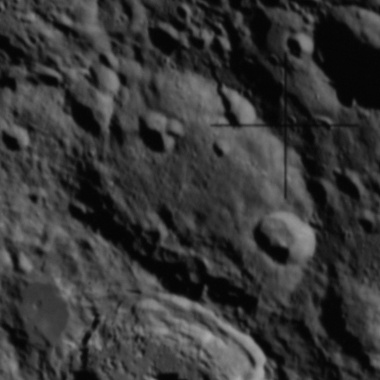
阿波罗14号哈苏相机拍摄的斜视图

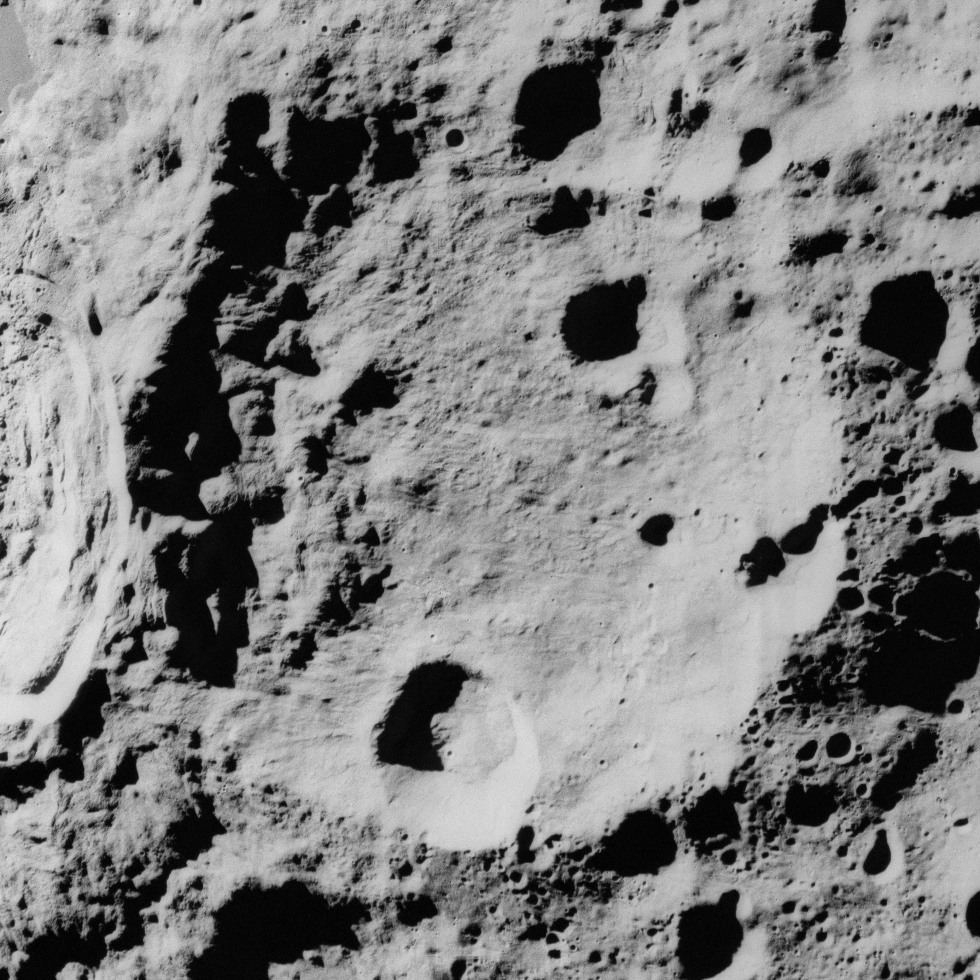
阿波罗16号在更低太阳照射角度下拍摄的斜视图

该陨坑北面与奥斯特瓦尔德环形山相距仅数公里，二者被一条崎岖狭长地带所分隔，东北毗邻较小的雷希特陨石坑、莫罗佐夫陨石坑位于它的东南偏东、东南坐落了格里高利环形山，而它的西南坑壁则与突出的金环形山相接壤。紧挨伊本·弗纳斯环形山北侧边缘内外分布着一些较小的陨石坑，其中已命名的有：卡罗尔、卡斯帕、梅利莎、尤恩、罗密欧和沙希纳兹；而它的西南则是一群矗立在金环形山内的山丘-迪利普山、安德烈山、阿尔达希尔山、迪特山和加瑙山。该陨坑中心月面坐标为6°48′N 122°18′E / 6.8°N 122.3°E，直径88.29公里，深度约2.82公里。
伊本·弗纳斯环形山边缘轮廓呈多边形状，因存续期悠久而严重损毁，坑壁已磨损变平，沿东、北二侧布满众多的小撞击坑，其中卫星坑伊本·弗纳斯 L坐落在它的东南内壁上，并部分延伸至坑底，而卫星坑伊本·弗纳斯 Y则横跨了北侧坑壁。伊本·弗纳斯环形山坑壁最大高出周边地形1410米，内部容积约有7600立方千米。除北部和西南坑底因相邻陨坑的侵蚀而较为崎岖，但坑底其它地区则相对较平缓，表面散布有数座细小的陨石坑。
在1976年被国际天文学联合会命名前，该环形山曾被称作第213号陨石坑。

## 邻近陨石坑

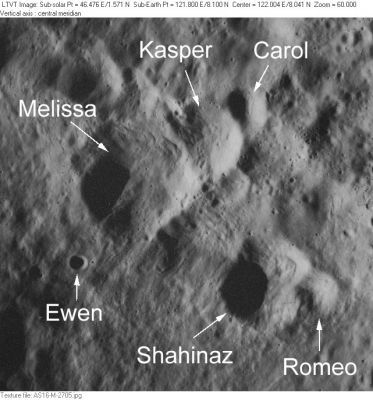
阿波罗16号拍摄

国际天文学联合会已对位于伊本·弗纳斯环形山北侧崎岖地带上的数座陨石坑进行了命名，详见下表：
| 陨石坑   | 英文名   | 月面坐标                        | 直径    | 名称来源         |
| -------- | -------- | ------------------------------- | ------- | ---------------- |
| 卡罗尔   | Carol    | 8°30′N 122°18′E / 8.5°N 122.3°E | 8 公里  | 拉丁女性名       |
| 尤恩     | Ewen     | 7°42′N 121°24′E / 7.7°N 121.4°E | 3 公里  | 盖尔语中的男性名 |
| 卡斯帕   | Kasper   | 8°18′N 122°06′E / 8.3°N 122.1°E | 12 公里 | 波兰男性名       |
| 梅利莎   | Melissa  | 8°06′N 121°48′E / 8.1°N 121.8°E | 18 公里 | 希腊女性名       |
| 罗密欧   | Romeo    | 7°30′N 122°36′E / 7.5°N 122.6°E | 8 公里  | 意大利男性名     |
| 沙希纳兹 | Shahinaz | 7°30′N 122°24′E / 7.5°N 122.4°E | 15 公里 | 土耳其女性名     |

梅利莎陨石坑坐落在伊本·弗纳斯环形山的西北偏北外侧壁上，受崎岖地形的影响，其外观很不规则，大体呈碗状。先前曾被国际天文学联合会指名为卫星坑伊本·弗纳斯 Y。
这些陨石坑的位置显示在以下 L&PI 地形图中：
- LTO-65B4 雷希特陨石坑（页面存档备份，存于）
- LTO-65C1 金环形山（页面存档备份，存于）

## 卫星陨石坑
按惯例，最靠近弗莱明环形山的卫星坑在月图上通过在其中心点旁放置一字母来标注它们。
| 伊本·弗纳斯 | 纬度   | 经度     | 直径    |
| ----------- | ------ | -------- | ------- |
| E           | 7.5° N | 125.5° E | 42 公里 |
| L           | 5.9° N | 123.0° E | 21 公里 |

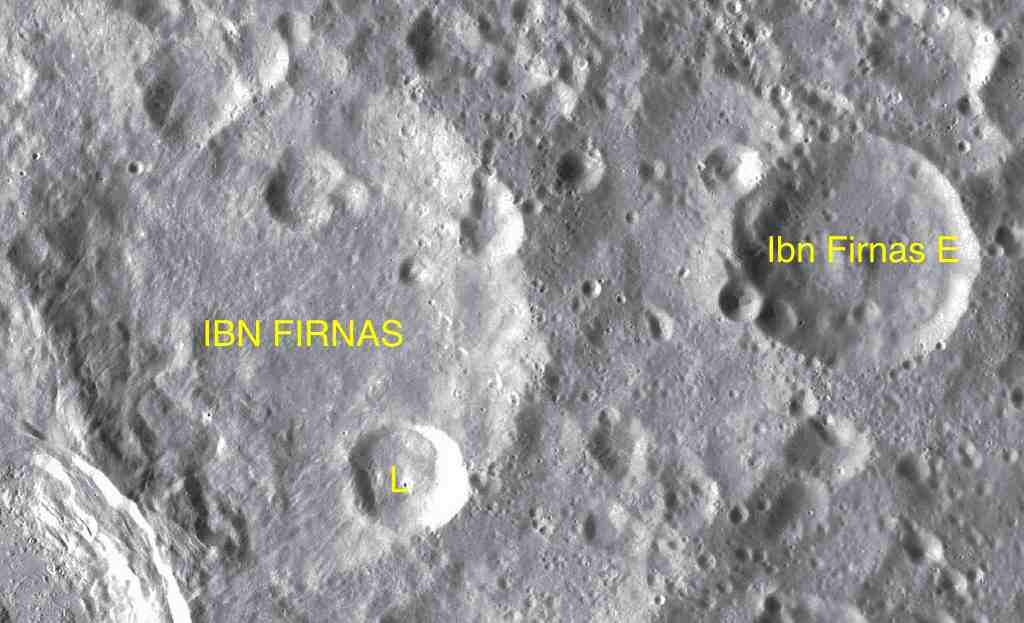
LAC-65 区域图

- 卫星坑伊本·弗纳斯 E约形成于酒海纪[1]。

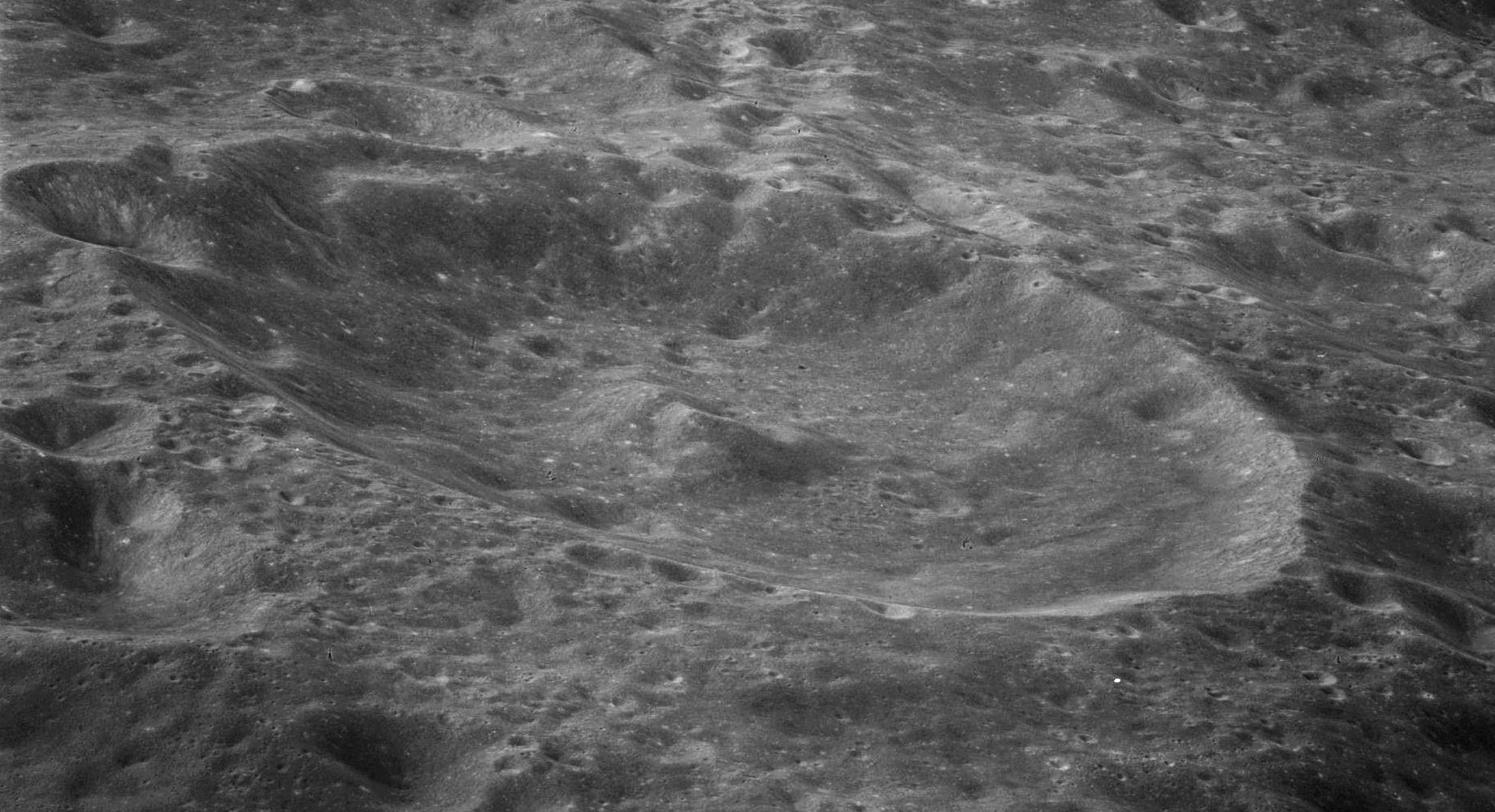
阿波罗10号拍摄的伊本·弗纳斯 E斜视照

## 另请参阅
- Andersson, L. E.; Whitaker, E. A. . NASA RP-1097. 1982.
- Blue, Jennifer. . USGS. July 25, 2007  [2007-08-05]. （原始内容存档于2012-04-08）.
- Bussey, B.; Spudis, P. . New York: Cambridge University Press. 2004. ISBN 978-0-521-81528-4.
- Cocks, Elijah E.; Cocks, Josiah C. . Tudor Publishers. 1995. ISBN 978-0-936389-27-1.
- McDowell, Jonathan. . Jonathan's Space Report. July 15, 2007  [2007-10-24]. （原始内容存档于2012-05-26）.
- Menzel, D. H.; Minnaert, M.; Levin, B.; Dollfus, A.; Bell, B. . Space Science Reviews. 1971, 12 (2): 136–186. Bibcode:1971SSRv...12..136M. doi:10.1007/BF00171763.
- Moore, Patrick. . Sterling Publishing Co. 2001. ISBN 978-0-304-35469-6.
- Price, Fred W. . Cambridge University Press. 1988. ISBN 978-0-521-33500-3.
- Rükl, Antonín. . Kalmbach Books. 1990. ISBN 978-0-913135-17-4.
- Webb, Rev. T. W.  6th revised. Dover. 1962. ISBN 978-0-486-20917-3.
- Whitaker, Ewen A. . Cambridge University Press. 1999. ISBN 978-0-521-62248-6.
- Wlasuk, Peter T. . Springer. 2000. ISBN 978-1-85233-193-1.